# Alurnus orbignyi
Alurnus orbignyi es un coleóptero de la familia Chrysomelidae.
Fue descrita científicamente por primera vez en 1843 por Blanchard.